# 사이토 세나
사이토 세나(일본어: 齊藤 聖七, 2000년 11월 21일~)는 일본의 축구 선수이다.

## 구단 경력
그는 2023년 J2리그의 시미즈 에스펄스에 입단했다. 2023년 8월 J3리그의 SC 사가미하라로 임대 이적했다. 2024년 J2리그의 더스파 군마에서 뛰었다. 2025년 J1리그의 시미즈 에스펄스로 복귀했다.